# ノーンスーン駅
ノーンスーン駅（ノーンスーンえき、タイ語:สถานีรถไฟโนนสูง ）は、タイ王国東北部ナコーンラーチャシーマー県ノーンスーン郡にある、タイ国有鉄道・東北本線の駅である。

## 概要
ナコーンラーチャシーマー県の人口約12万7千人が暮らすノーンスーン郡に位置する。町のほぼ中心部に位置し、駅の正面側は南東向きである。
クルンテープ駅（バンコク）より295.08km地点に位置し、バンコクより乗り換え無しでの直通列車は設定されていない。三等駅であり、1日に8本（4往復）の列車が発着しその全てが普通列車である。

## 歴史
タイ最初の官営鉄道であるクルンテープ駅 - アユタヤ駅間が1897年3月26日に開業した。その後当初計画のコラート駅まで完成すると、北本線、南本線の工事が始まりしばらく東北線の動きはなかった。29年後の1929年5月1日に当駅まで延伸開業した。当初は終着駅であったが、3年後の1932年5月1日にブワヤイ駅まで延伸開業された事により中間駅（途中駅）となった。複線化事業の進展に伴い、待避設備を備える島式ホームが新設された。
- 1929年5月1日：東北本線タノンチラ分岐駅 - 当駅間開通に伴い開業。
- 1932年5月1日：東北本線がブワヤイ駅まで延伸され、途中駅となる。

## 駅構造
南東側の駅舎に隣接した単式ホームを備える複合3面4線の地上駅である。